# Molat
Molat (italienska: Melada) är en ö i Adriatiska havet tillhörande Kroatien. Molat är Kroatiens 19:e största ö och har en yta på 22,18 km2. Dess högsta topp Lokardenik når 148 m ö.h. Ön ligger i Zadars skärgård och befolkningen uppgår till 221 invånare (2001). Molat är åtskilt från ön Ist genom det 150 m breda och 6 m djupa Zapuntel-sundet.

## Orter
- Molat, 102 invånare och öns huvudort. [3]
- Zapuntel, 58 invånare
- Brgulje, 61 invånare

## Historia
Arkeologiska fyndigheter i form av keramiska föremål tyder på att ön var bebodd redan under äldre stenåldern. Ortnamn och andra fyndigheter visar att ön var befolkad av liburner, en illyrisk folkstam, då den besattes av romarna. Under 600-900-talet skedde en gradvis inflyttning av slaver (kroater) till ön och den lokala befolkningen assimilerades.  
Ön Molat omnämns på 600-talet och dess namn härstammar från latinska ordet "mellitus" (ung. honungssöt). Ön blev tidigt känd för sin tillverkning av honung.
1151 efterskänkte banen Desa ön till benedektinerna i Zadar och dokument från 1381 visar att honung från Molat såldes i staden. Kartor från 1320 och 1321 nämner hamnen Heliga Maria (Sveta Marija) på Molat, idag Lučina, som en viktig hamn på rutten mellan Istrien, staden Osor på Cres och Zadar.
1409 intogs ön av venetianerna som arrenderade den till lokala adeln från Zadar. 
Under andra världskriget 1942 upprättade de italienska fascisterna ett arbetsläger på ön. Omkring 20 000 personer passerade lägret, varav 350 mördades, innan det lades ned.